# Олексіївська сільська рада (Близнюківський район)
Олексі́ївська сільська́ ра́да — колишня  адміністративно-територіальна одиниця та орган місцевого самоврядування у Близнюківському районі Харківської області. Адміністративний центр — село Олексіївка.

## Загальні відомості
- Олексіївська сільська рада утворена в 1991 році.
- Територія ради: 53,4 км²
- Населення ради: 886 осіб (станом на 2001 рік)
- Територією ради протікає річка Тернівка.

## Населені пункти
Сільській раді підпорядковані населені пункти:
- с. Олексіївка
- с. Васюкове
- с. Григорівка
- с. Микільське

## Склад ради
Рада складається з 12 депутатів та голови.
- Голова ради: Кірієнко Олена Миколаївна
- Секретар ради: Кажедуб Галина Леонідівна

### Керівний склад попередніх скликань
| Прізвище, ім'я, по батькові | Основні відомості                                                                       | Дата обрання | Дата звільнення |
| --------------------------- | --------------------------------------------------------------------------------------- | ------------ | --------------- |
| Кірієнко Олена Миколаївна   | Сільський голова, 1964 року народження, освіта середня спеціальна, член Партії регіонів | 26.03.2006   | 31.10.2010      |
| Кірієнко Олена Миколаївна   | Сільський голова, 1964 року народження, освіта середня спеціальна, член Партії регіонів | 31.10.2010   | 25.10.2020      |

Примітка: таблиця складена за даними сайту Верховної Ради України

### Депутати
За результатами місцевих виборів 2010 року депутатами ради стали:

#### За суб'єктами висування
| Суб'єкт висування                                       | Кількість обраних депутатів | %    |
| ------------------------------------------------------- | --------------------------- | ---- |
| Партія регіонів                                         | 11                          | 91,7 |
| Політична партія Всеукраїнське об'єднання «Батьківщина» | 1                           | 8,3  |

#### За округами
| № округу                                                | Прізвище, ім'я, по батькові       | Дата визнання обраним | Освіта  | Партійна приналежність | Відомості про обраного депутата                   |
| ------------------------------------------------------- | --------------------------------- | --------------------- | ------- | ---------------------- | ------------------------------------------------- |
| Партія регіонів                                         |                                   |                       |         |                        |                                                   |
| 1                                                       | Лавренко Валентина Володимирівна  | 02.11.2010            | вища    | член Партії регіонів   | Олекіївська сільська рада, бухгалтер              |
| 2                                                       | Гуйван Людмила Миколаївна         | 02.11.2010            | середня | член Партії регіонів   | Олексіївська середня школа І-ІІІ ст., бібліотекар |
| 3                                                       | Рева Раїса Володимирівна          | 02.11.2010            | середня | член Партії регіонів   | пенсіонер                                         |
| 5                                                       | Жудіна Ірина Анатоліївна          | 02.11.2010            | середня | член Партії регіонів   | Олексіївське поштове відділення, завідувачка      |
| 6                                                       | Кажедуб Галина Леонідівна         | 02.11.2010            | середня | член Партії регіонів   | Олексіївська сільська рада, секретар              |
| 7                                                       | Кіряченко Світлана Олександрівна  | 02.11.2010            | середня | член Партії регіонів   | Близнюківський терцентр, соц. працівник           |
| 8                                                       | Сидоренко Наталія Сергіївна       | 02.11.2010            | середня | член Партії регіонів   | тимчасово не працює                               |
| 9                                                       | Кислиця Світлана Іванівна         | 02.11.2010            | середня | член Партії регіонів   | Олексіївська середня школа І-ІІІ ст., вчитель     |
| 10                                                      | Бакай Оксана Василівна            | 02.11.2010            | середня | член Партії регіонів   | Олексіївська сільська рада, техпрацівник          |
| 11                                                      | Бібель Любов Миколаївна           | 02.11.2010            | середня | член Партії регіонів   | тимчасово не працює                               |
| 12                                                      | Васильченко Олександр Віталійович | 02.11.2010            | середня | член Партії регіонів   | фізична особа-підприємець                         |
| Політична партія Всеукраїнське об'єднання «Батьківщина» |                                   |                       |         |                        |                                                   |
| 4                                                       | Окорешко Анатолій Костянтинович   | 02.11.2010            | середня | позапартійний          | Олексіївська середня школа І-ІІІ ст., вчитель     |